# 田一名
田一名（1989年10月14日—）是中国一名男性网络歌手，因模仿“人类高质量男性”徐勤根和翻唱《熱愛105°C的你》而网络爆紅。

## 經歷
- 2009年：畢業於北京中國傳媒大學播音主持系
- 2010年：參演音樂劇《上帝的用意》，與北京广播电视台合作拍攝《現場說法》
- 2015年：參加廣東粵語歌曲大賽《麥王爭霸》，獲得地方賽區第一名
- 2021年：於抖音短视频平台發布《热爱105°C的你》翻唱后迅速走紅，成為网络迷因[2]。
- 2025年3月31日：与美國網紅IShowSpeed（甲亢哥）在成都街头合作演唱了《熱愛105°C的你》。[3]
- 2025年8月17日，田一名在上海召开首场个人专场演唱会。

## 爭議

### 被指控騙錢
2022年4月，微博用戶「單親媽媽被騙血淚」发文控诉田一名骗钱骗感情后失联，自己为其花费50多萬元，后多次讨要無果，并晒出聊天记录等为证。田一名未做公开回应，发帖人不久后删帖删号并称事件已解决。